# Kanton Bletterans
Kanton Bletterans (francouzsky Canton de Bletterans) je francouzský kanton v departementu Jura v regionu Franche-Comté. Tvoří ho 13 obcí.

## Obce kantonu
- Arlay
- Bletterans
- Chapelle-Voland
- Cosges
- Desnes
- Fontainebrux
- Larnaud
- Nance
- Quintigny
- Relans
- Les Repôts
- Ruffey-sur-Seille
- Villevieux